# Olympiska vinterspelen för ungdomar 2020
Olympiska spelen för ungdomar 2020 är de tredje olympiska vinterspelen för ungdomar och arrangeras i Lausanne, Schweiz mellan den 9 och 22 januari 2020.

## Ansökningar
Den 6 juni 2013 meddelade IOK att det gick att ansöka om att vara värd för Olympiska vinterspelen för ungdomar 2020 fram till den 28 november 2013. Lausanne (Schweiz) och Brașov (Rumänien) var de enda två städerna som ansökte och gick därav vidare som slutkandidater.
Den 31 juli 2015 röstade IOK om valet av värdstad i Kuala Lumpur, Malaysia. Lausanne valdes till värdstad med 71 röster.
| Valet av värdstad | Valet av värdstad | Valet av värdstad |
| Stad              | Nation            | Röster            |
| ----------------- | ----------------- | ----------------- |
| Lausanne          | Schweiz           | 71                |
| Brașov            | Rumänien          | 10                |

## Anläggningar

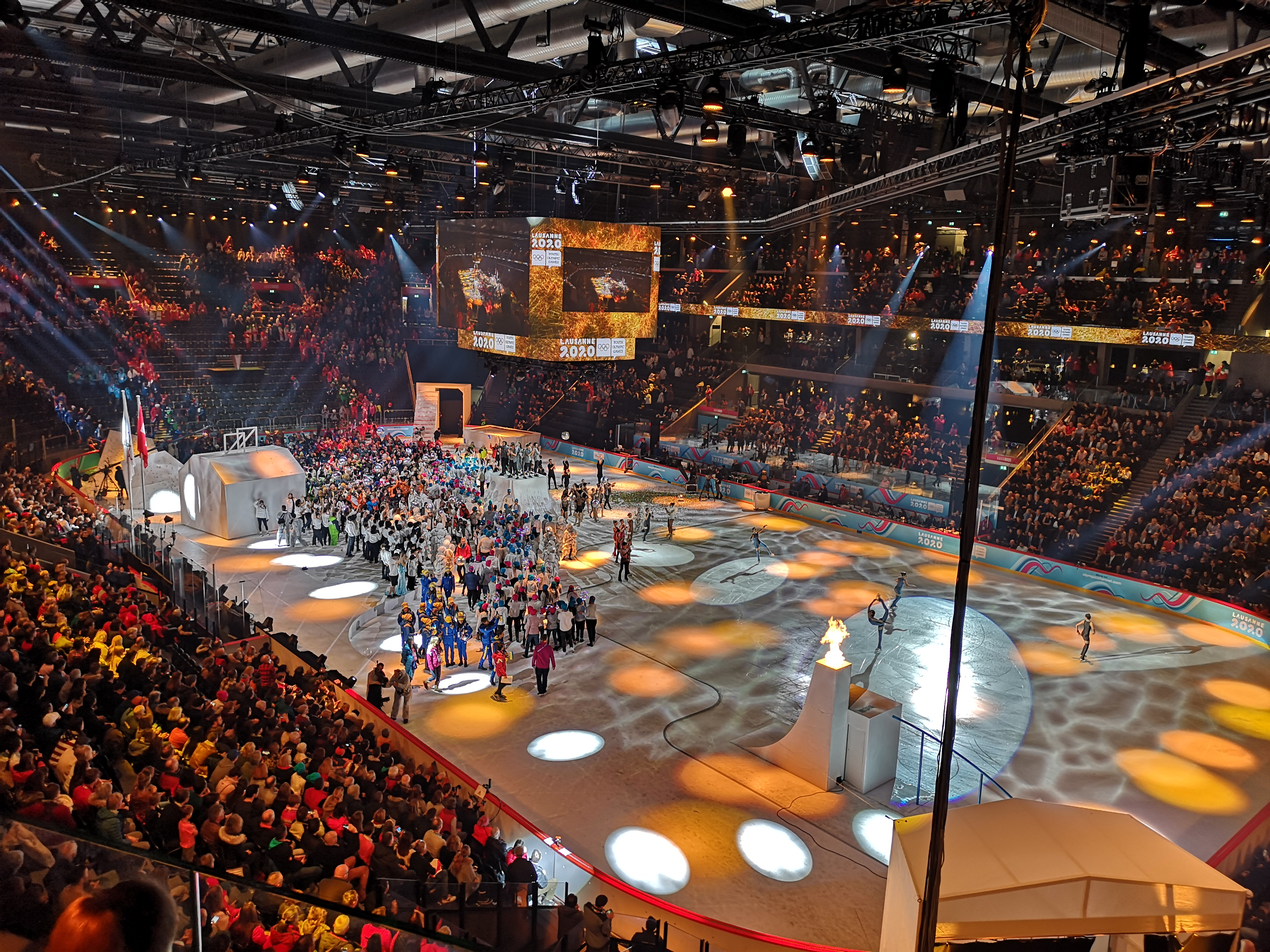
Invigningsceremonin i Vaudoise Aréna.

### Lausanne
- Vaudoise Aréna – Invignings- och avslutningsceremoni, Ishockey-finalerna
- Malley 2.0 – Konståkning, Short track
- Lausanne campus – Olympisk by
- Le Flon – Medaljceremonier

### Jura
- Prémanon, Frankrike – Backhoppning, Skidskytte, Nordisk kombination
- Le Brassus – Längdåkning

### Alperna
- Leysin – Freestyle (Halfpipe, Slopestyle), Snowboard (Halfpipe, Slopestyle)
- Les Diablerets – Alpin skidsport
- Villars-sur-Ollon – Skicross, Snowboardcross, Skidalpinism
- Champéry – Curling
- St. Moritz – Hastighetsåkning på skridskor, Bob, Skeleton, Rodel, Medaljceremonier

## Sporter
Spelen omfattar 81 grenar fördelat på 16 discipliner inom 8 sporter.
| - Alpin skidåkning - Backhoppning - Bob - Curling - Freestyle - Hastighetsåkning på skridskor - Ishockey - Konståkning |  | - Längdskidåkning - Nordisk kombination - Rodel - Short track - Skeleton - Skidalpinism - Skidskytte - Snowboard |